# Kormisoš
Kormisoš (bolgarsko: Кормисош [Kormisoš]), bolgarski vladar iz 8. stoletja. Datum rojstva in smrti nista znana. 
Imenik bolgarskih kanov pravi, da je bil iz rodu Vokil in da je vladal 17 let. Po kronologiji, ki jo je razvil jezikoslovec Mosko Moskov, je vladal od leta 737 do 754.  Drugi kronologiji njegovo vladanje umeščata v obdobji  739-756 (Vasil Zlatarski) in 738-755 (Ivan Venedikov). 
Imenik poudarja, da je Kormisošev prihod na prestol pomenil spremembo vladarske hiše, ne pove pa, ali je bil prenos oblasti miren ali nasilen. Za njegovo vladanje je značilno dolgoletno vojskovanje z Bizantinskim cesarstvom. Bizantinski cesar Konstantin V. Kopronim je začel severno mejo cesarstva utrjevati z naseljevanjem Armencev in Sirijcev v bizantinsko Trakijo. Kormisoš je zato zahteval plačevanje davka ali je morda povišal že obstoječi davek. Ker so Bizantinci njegovo zahtevo zavrnili, je vdrl v Trakijo in prodrl vse do Anastazijevega zidu, ki se je raztezal od Marmarskega do Črnega morjakakšnih 40 km zahodno od Konstantinopla. Konstantin je Bolgare porazil in jih pognal v beg. Za Kormisošev poraz so nekoč domnevali, da se je končal z državnim udarom in njegovm odhodom z oblasti. Domneva je verjetno napačna, ker je bil tudi njegov naslednik Vineh iz vladarske hiše Vokil.
Džagfar tarihi (Džagfarjeva zgodovina),  zbirka  Volških Bolgarov iz 17. stoletja, katere verodostojnost je sporna, omenja Korimdžesa (se pravi Kormisoša) kot vnuka Ajjarja Bolgarskega, ki je sicer neznan, lahko pa bi bil prvi od izgubljenih imen iz Imenika bolgarskih kanov. Isti vir trdi, da je bil Kormisoš izvoljen za vladarja po odstavitvi kana Sevarja in da je na koncu odstopil v korist sestrinega sina Buneka (se pravi Vineha).   